# 雪白委陵菜
雪白委陵菜（学名：Potentilla nivea）是蔷薇科委陵菜属的植物。分布于欧洲至俄罗斯、朝鲜、日本、西伯利亚以及中国大陆的山西、内蒙古、新疆、吉林等地，生长于海拔2,500米至3,200米的地区，一般生长在高山灌丛边、山坡草地或沼泽边缘，目前尚未由人工引种栽培。

## 别名
白萎陵菜（东北植物检索表）、假雪委陵菜（东北草本植物志）

## 异名
- Potentilla nivea L. var. elongata Wolf